# Caupolicana mendocina
Caupolicana mendocina är en biart som beskrevs av Jörgensen 1909. Caupolicana mendocina ingår i släktet Caupolicana och familjen korttungebin. Inga underarter finns listade.